# برنادت اش
برنادت اش (به انگلیسی: Bernadette Ash) (زادهٔ ۱۹۳۴) نقاش بریتانیایی است.

## زندگی‌نامه
برنادت آش تا سال ۱۹۷۳ به‌عنوان یک رادیوگرافی حرفه‌ای تمام وقت کار می‌کرد تا اینکه تصمیم گرفت هنرمند شود و در یک دوره آموزشی یک ساله در مدرسه هنر بیام شاو ثبت‌نام کرد. پس از ترک بیام شاو، آش تا سال ۱۹۷۷ در کالج هنر و صنایع دستی کمبرول تحصیل کرد. Ash در محدوده پارک ملی ایکسمور زندگی می‌کند و حومه بریتانیا موضوع اصلی نقاشی‌های او است. در سال ۱۹۸۲ او یک نمایشگاه انفرادی در گالری هنر وودلندز داشت و همچنین آثاری را با کلوپ هنر انگلیسی جدید، آکادمی سلطنتی غرب انگلستان و آکادمی آکادمی سلطنتی هنر به نمایش گذاشته‌است.
از آثار او می‌توان بیلز در زیر تپه دانکری نقاشی شده در سال ۱۹۸۰ میلادی را نام برد. این اثر رنگ روغن روی بوم می‌باشد، دارای ابعاد ۳۰ در ۳۰ سانتیمتر، وزن ۵ کیلوگرم بوده و پایین آن را با Ash امضا کرده‌است.